# نوسلوپ
نوسلوپ (به مجاری:  Noszlop) یک شهرداری در مجارستان است که در وسپرم واقع شده‌است. نوسلوپ ۳۴٫۰۶ کیلومتر مربع مساحت و ۱٬۰۸۲ نفر جمعیت دارد.